# Донской, Евгений Евгеньевич
Евгений Евгеньевич Донско́й (род. 9 мая 1990, Москва, СССР) — российский профессиональный теннисист; обладатель Кубка Дэвиса (запасной игрок) и Кубка ATP (капитан) 2021 года. Победитель 15 турниров серии «челленджер» (12 — в одиночном разряде).

## Общая информация
Евгений — один из трёх сыновей Ирины и Евгения Донского-старшего; его братьев зовут Григорий и Максим. Отец — бизнесмен, мать — предприниматель.
В теннисе с семи лет. Начал занятия им вместе со своим отцом. Любимое покрытие — хард, лучший удар — форхенд. Кумиром в теннисе в детстве был Евгений Кафельников.

## Спортивная карьера

### Начало карьеры
Профессиональную карьеру Евгений начал в 2007 году. Первых титулов на турнирах из серии «фьючерс» он добился в 2008 году.
В октябре того же года состоялся дебют Донского в основной сетке турнира ATP, когда он получил специальное приглашение от организаторов турнира в Москве. В первом своём матче на таком уровне он уступил сербу Виктору Троицки. Следующее появление в туре произошло через год вновь на Кубке кремля, где в первом раунде россиянин проиграл Потито Стараче. В феврале 2011 года Донской выиграл первый в карьере «челленджер», сумев взять этот трофей в Касабланке. В ноябре совместно с Игорем Андреевым он выиграл парный «челленджер» в Женеве.
В феврале 2012 года Донской победил на «челленджере» в Мекнесе. В июле он берёт «челленджер» в Астане, а в августе в Сеговии. Ещё одну победу на «челленджерах» Евгений одержал в ноябре в Лафборо и после неё впервые вошёл в Топ-100 мирового рейтинга теннисистов. В конце того же месяца он выиграл «челленджер» в Тюмене. В январе 2013 года Донской дебютировал в основных соревнованиях турниров серии Большого шлема, сыграв на Открытом чемпионате Австралии. Сразу же ему удалось пройти в третий раунд, обыграв Адриана Унгура и Михаила Южного. В борьбе за выход в следующий раунд Евгений проиграл японцу Кэю Нисикори. В апреле он впервые сыграл в составе сборной России в отборочном розыгрыше Кубка Дэвиса. В матче против сборной Великобритании он сыграл две одиночные встречи, выиграв одну из них и проиграв вторую. По итогу россияне уступили с общим счётом 2-3. На дебютном Открытом чемпионате Франции Донской вышел во второй раунд. В июне на травяном турнире в Хертогенбосе он впервые вышел в четвертьфинал основных соревнований тура, обыграв Джона Изнера и Робина Хасе. На Уимблдонском турнире россиянин вновь сыграл против Изнера в матче первого раунда и на этот раз проиграл. На Открытом чемпионате США Донской выиграл два матча — у Юргена Мельцера и Петера Гоёвчика и вышел в третий раунд.

### 2014—2016
Следующий раз на турнир Большого шлема Донской попал в июне 2014 года, сыграв на Уимблдоне, где проиграл в первом раунде Бернарду Томичу. На Открытом чемпионате США в том же сезоне он в напряженном пятисетовом поединке первого раунда проиграл соотечественнику Александру Кудрявцеву. В сентябре он помог сборной обыграть в отборочном раунде кубка Дэвиса португальцев (4-1), сыграв один победный матч против Жуана Соузы.
В марте 2015 годаон сыграл в составе России против Дании и свой матч проиграл, однако это было единственной поражение сборной в том матче и россияне прошли дальше. В июле он помог обыграть сборную Испании, которая в матче с россиянами считалась фаворитами. Донской принёс команде два очка, выиграв 21-ю ракетку мира на тот момент Томми Робредо и парную встречу в дуэте с Константином Кравчуком. В августе впервые за три года Евгений победил на «челленджере», взяв главный приз в Сеговие. На Открытый чемпионат США он пробился через квалификацию и в стартовом матче обыграл Люку Пуя. Во втором раунде он проиграл действующему чемпиону турнира Марину Чиличу. В сентябре он поучаствовал в матче отборочного раунда за попадание в основной розыгрыш Кубка Дэвиса на следующий сезон. Россияне встречались с итальянцами и проиграли со счётом 1-4, а Донской сыграл парную встречу с Кравчуком, которую проиграл. В октябре на кубке Кремля он впервые в карьере вышел в полуфинал турнира АТП. В борьбе за выход в решающий матч он не смог победить хорвата Марина Чилича.
На Открытом чемпионате Австралии 2016 года Донской в матче второго раунда в пятисетовом матче проиграл 15-му в мире Жилю Симону — 3-6, 7-5, 6-7(1), 6-4, 5-7. В марте он поучаствовал в разгроме Швеции (5-0) в отборе кубка Дэвиса, принеся своё очко в парной встрече. В апреле он побеждает на «челленджере» в Раанане. На Открытом чемпионате Франции в первом раунде его разгромил испанец Давид Феррер, а на Уимблдоне также на старте Евгений проиграл в четырёх сетах Александру Долгополову. В июле Донской выиграл «челленджер» в Астане. В августе он впервые сыграл на Олимпийских играх, которые проходили в Рио-де-Жанейро. Начало турнира сложилось для россиянина удачно. В первом раунде он обыграл немца Яна-Леннарда Штруффа, а во втором раунде неожиданно обыграл № 12 в мире на тот момент Давида Феррера (3-6, 7-6(1), 7-5). В матче третьего раунда Донской не смог навязать борьбу Стиву Джонсону и проиграл, взяв всего два гейма. Донской и Джонсон вновь встретились на Открытом чемпионате США и на этот раз Евгений смог создать трудности американцу, который затратил для победы все пять сетов (6-4, 6-1, 6-7(2), 3-6, 3-6). В сентябре Донской сыграл против Михаила Кукушкина в отборочном матче Кубка Дэвиса и проиграл его. Это поражение в той встрече было единственным у Россиян и они выиграл 3-1, вернувшись в основной розыгрыш кубка.

### 2017—2019
В январе 2017 года Донской в дуэте с Михаилом Елгиным выиграл парный титул серии «челленджер» в Рене.
В феврале на турнире в Дубае, куда он попал через квалификацию, россиянин сотворил сенсацию в матче второго раунда, обыграв знаменитого Роджера Федерера со счётом 3-6, 7-6(7), 7-6(5). Это был их первый «очный матч» в карьере и Донской по ходу матча смог отыграть три матч-бола во втором сете. Для швейцарца, который недавно выиграл Открытый чемпионат Австралии, это поражение стало первым в сезоне. После этой победы Евгений проиграл в следующем раунде Люке Пую.
В марте он выиграл «челленджер» в Чжухае. На Открытом чемпионате Франции он выбыл уже на старте, проиграв Виктору Троицки.
В середине февраля 2018 года на турнире в Делрей-Бич, Евгений сумел дойти до четвертьфинала, в котором уступил американцу Стиву Джонсону. По ходу турнира обыграл американца Дональда Янга и Дэриана Кинга из Барбадоса.
В августе 2019 года на Открытом чемпионате США проиграл в первом раунде Борна Чоричу в трёх сетах.

### 2022
В конце августа 2022 года в Нонтхабури (Таиланд) вместе с соотечественником Алибеком Качмазовым стал победителем в парном разряде турнира серии «челленджер», где они в финале победили корейскую пару Нам Джи-Сун и Сонг Мин-Кю со счётом: 6-3, 1-6, [10-7].
Он также участвовал в одиночном разряде этого турнира, где дошёл до 1/8 финала в котором проиграл британцу Аластеру Грею со счётом: 3-6, 6-4, 3-6.

## Рейтинг на конец года
| Год  | Одиночный рейтинг | Парный рейтинг |
| 2023 | 251               | 817            |
| 2022 | 399               | 342            |
| 2021 | 173               | 646            |
| 2020 | 123               | 590            |
| 2019 | 113               |                |
| 2018 | 98                | 369            |
| 2017 | 72                | 257            |
| 2016 | 125               |                |
| 2015 | 91                | 739            |
| 2014 | 130               | 390            |
| 2013 | 113               | 566            |
| 2012 | 81                | 206            |
| 2011 | 144               | 236            |
| 2010 | 259               | 560            |
| 2009 | 472               | 399            |
| 2008 | 514               | 544            |
| 2007 | 828               | 773            |
| 2006 |                   | 1661           |

## Выступления на турнирах

### Финалы челленджеров и фьючерсов в одиночном разряде (24)

#### Победы (14)
| Условные обозначения |
| -------------------- |
| Челленджеры (12+2*)  |
| Фьючерсы (2+2)       |

| Титулы по покрытиям | Титулы по месту проведения матчей турнира |
| ------------------- | ----------------------------------------- |
| Хард (10+2*)        | Зал (2+3)                                 |
| Грунт (4+1)         | Зал (2+3)                                 |
| Трава (0)           | Открытый воздух (12+1)                    |
| Ковёр (0+1)         | Открытый воздух (12+1)                    |

* количество побед в одиночном разряде + количество побед в парном разряде.
| №   | Дата            | Турнир                  | Покрытие | Соперник в финале  | Счёт               |
| --- | --------------- | ----------------------- | -------- | ------------------ | ------------------ |
| 1.  | 22 июня 2008    | Ильичёвск, Украина      | Грунт    | Денис Молчанов     | 6-7(10) 7-6(5) 6-4 |
| 2.  | 26 февраля 2011 | Касабланка, Марокко     | Грунт    | Алессио ди Мауро   | 2-6 6-3 6-3        |
| 3.  | 13 марта 2011   | Сабадель, Испания       | Грунт    | Симоне Ваньоцци    | 7-5 7-5            |
| 4.  | 25 февраля 2012 | Мекнес, Марокко         | Грунт    | Адриан Унгур       | 6-1 6-3            |
| 5.  | 29 июля 2012    | Астана, Казахстан       | Хард     | Марсель Ильхан     | 6-3 6-4            |
| 6.  | 26 августа 2012 | Сеговия, Испания        | Хард     | Альбано Оливетти   | 6-1 7-6(11)        |
| 7.  | 11 ноября 2012  | Лафборо, Великобритания | Хард(i)  | Ян-Леннард Штруфф  | 6-2 4-6 6-1        |
| 8.  | 25 ноября 2012  | Тюмень, Россия          | Хард(i)  | Илья Марченко      | 6-7(6) 6-3 6-2     |
| 9.  | 9 августа 2015  | Сеговия, Испания        | Хард     | Марко Кьюдинелли   | 7-6(2) 6-3         |
| 10. | 3 апреля 2016   | Раанана, Израиль        | Хард     | Ричардас Беранкис  | 6-4 6-4            |
| 11. | 31 июля 2016    | Астана, Казахстан       | Хард     | Константин Кравчук | 6-3 6-3            |
| 12. | 12 марта 2017   | Чжухай, Китай           | Хард     | Томас Фаббиано     | 6-3 6-4            |
| 13. | 8 октября 2017  | Гаосюн, Тайвань         | Хард     | Мариус Копил       | 7-6(0) 7-5         |
| 14. | 21 июля 2019    | Нур-Султан, Казахстан   | Хард     | Себастьян Корда    | 7-6(5) 3-6 6-4     |

#### Поражения (10)
| №   | Дата            | Турнир                    | Покрытие | Соперник в финале   | Счёт        |
| --- | --------------- | ------------------------- | -------- | ------------------- | ----------- |
| 1.  | 19 марта 2010   | Астана, Казахстан         | Хард(i)  | Александр Кудрявцев | 4-6 3-6     |
| 2.  | 3 июля 2011     | Брауншвейг, Германия      | Грунт    | Лукаш Росол         | 5-7 6-7(2)  |
| 3.  | 21 июля 2012    | Пенза, Россия             | Хард     | Илья Марченко       | 5-7 3-6     |
| 4.  | 16 февраля 2014 | Калькутта, Индия          | Хард     | Илья Бозоляц        | 1-6 1-6     |
| 5.  | 9 мая 2015      | Карши, Узбекистан         | Хард     | Теймураз Габашвили  | 2-5 — отказ |
| 6.  | 2 августа 2015  | Астана, Казахстан         | Хард     | Михаил Кукушкин     | 2-6 2-6     |
| 7.  | 31 октября 2015 | Пуна, Индия               | Хард     | Юки Бхамбри         | 2-6 6-7(4)  |
| 8.  | 6 августа 2017  | Чэнду, Китай              | Хард     | Лу Яньсюнь          | 3-6 4-6     |
| 9.  | 16 июня 2019    | Ноттингем, Великобритания | Трава    | Дэниел Эванс        | 6-7(3) 3-6  |
| 10. | 27 октября 2019 | Брест, Франция            | Хард(i)  | Уго Эмбер           | 2-6 3-6     |

### Финалы челленджеров и фьючерсов в парном разряде (10)

#### Победы (4)
| №  | Дата           | Турнир            | Покрытие | Партнёр        | Соперники в финале                  | Счёт               |
| -- | -------------- | ----------------- | -------- | -------------- | ----------------------------------- | ------------------ |
| 1. | 20 апреля 2008 | Тюмень, Россия    | Ковёр(i) | Данила Арсенов | Владислав Клименко Александр Ярмола | 7-5 7-6(3)         |
| 2. | 8 августа 2009 | Москва, Россия    | Грунт    | Илья Беляев    | Давид Савич Артём Ситак             | 1-6 7-6(5) [12-10] |
| 3. | 13 ноября 2011 | Женева, Швейцария | Хард(i)  | Игорь Андреев  | Джеймс Серретани Адиль Шамасдин     | 7-6(1) 7-6(2)      |
| 4. | 29 января 2017 | Рен, Франция      | Хард(i)  | Михаил Елгин   | Юлиан Ноул Джонатан Маррей          | 6-4 3-6 [11-9]     |

#### Поражения (6)
| №  | Дата            | Турнир                    | Покрытие | Партнёр            | Соперники в финале             | Счёт               |
| -- | --------------- | ------------------------- | -------- | ------------------ | ------------------------------ | ------------------ |
| 1. | 18 августа 2007 | Москва, Россия            | Грунт    | Владимир Карусевич | Михаил Елгин Алексей Кедрюк    | 3-6 0-6            |
| 2. | 22 июня 2008    | Ильичёвск, Украина        | Грунт    | Виктор Козин       | Денис Молчанов Артём Смирнов   | 4-6 7-6(3) [10-12] |
| 3. | 19 апреля 2009  | Тюмень, Россия            | Ковёр(i) | Константин Кравчук | Алексей Кедрюк Денис Мацукевич | 3-6 7-6(7) [13-15] |
| 4. | 25 апреля 2010  | Грас, Франция             | Грунт    | Илья Беляев        | Оливье Шарруэн Венсан Стуфф    | 6-4 2-6 [3-10]     |
| 5. | 3 марта 2012    | Касабланка, Марокко       | Грунт    | Андрей Кузнецов    | Вальтер Трузенди Маттео Виола  | 6-1 6-7(5) [3-10]  |
| 6. | 16 июня 2012    | Ноттингем, Великобритания | Трава    | Андрей Кузнецов    | Оливье Шарруэн Мартин Фишер    | 4-6 6-7(6)         |

### Финалы командных турниров (2)

#### Победы (2)
| №  | Год  | Турнир    | Команда                                                | Соперник в финале                                            | Счёт |
| 1. | 2021 | Кубок ATP | Россия · Е.Донской, А. Карацев, А. Рублёв, Д. Медведев | Италия · М. Берреттини, С. Болелли, А. Вавассори, Ф. Фоньини | 2-0  |
| 2. | 2021 | Кубок ATP | Россия · Не играл в финале.                            | Хорватия                                                     | 2-0  |

## История выступлений на турнирах
По состоянию на 8 февраля 2021 года
Для того, чтобы предотвратить неразбериху и удваивание счета, информация в этой таблице корректируется только по окончании турнира или по окончании участия там данного игрока.
| Турнир                       | 2010          | 2011          | 2012  | 2013          | 2014          | 2015          | 2016  | 2017          | 2018          | 2019          | 2020          | 2021  | Итог   | В/П за карьеру |
| ---------------------------- | ------------- | ------------- | ----- | ------------- | ------------- | ------------- | ----- | ------------- | ------------- | ------------- | ------------- | ----- | ------ | -------------- |
| Турниры Большого Шлема       |               |               |       |               |               |               |       |               |               |               |               |       |        |                |
| Открытый чемпионат Австралии | -             | К             | К     | 3Р            | -             | К             | 2Р    | К             | 2Р            | 2Р            | 1Р            | К     | 0 / 5  | 5-5            |
| Открытый чемпионат Франции   | -             | К             | К     | 2Р            | К             | К             | 1Р    | 1Р            | 1Р            | К             | К             |       | 0 / 4  | 1-4            |
| Уимблдонский турнир          | -             | -             | К     | 1Р            | 1Р            | К             | 1Р    | 1Р            | 1Р            | К             | НП            |       | 0 / 5  | 0-5            |
| Открытый чемпионат США       | К             | К             | -     | 3Р            | 1Р            | 2Р            | 1Р    | 2Р            | 1Р            | 1Р            | 1Р            |       | 0 / 8  | 4-8            |
| Итог                         | 0 / 0         | 0 / 0         | 0 / 0 | 0 / 4         | 0 / 2         | 0 / 1         | 0 / 4 | 0 / 3         | 0 / 4         | 0 / 2         | 0 / 2         | 0 / 0 | 0 / 22 |                |
| В/П в сезоне                 | 0-0           | 0-0           | 0-0   | 5-4           | 0-2           | 1-1           | 1-4   | 1-3           | 1-4           | 1-2           | 0-2           | 0-0   |        | 10-22          |
| Олимпийские игры             |               |               |       |               |               |               |       |               |               |               |               |       |        |                |
| Летняя олимпиада             | Не проводился | Не проводился | -     | Не проводился | Не проводился | Не проводился | 3Р    | Не проводился | Не проводился | Не проводился | Не проводился |       | 0 / 1  | 2-1            |
| Турниры Мастерс              |               |               |       |               |               |               |       |               |               |               |               |       |        |                |
| Индиан-Уэллc                 | -             | -             | -     | 2Р            | 3Р            | -             | 1Р    | -             | 2Р            | К             | НП            |       | 0 / 4  | 3-4            |
| Майами                       | -             | -             | -     | 1Р            | К             | -             | 1Р    | -             | 2Р            | К             | НП            |       | 0 / 3  | 1-3            |
| Монте-Карло                  | -             | -             | -     | -             | 1Р            | -             | -     | К             | -             | -             | НП            |       | 0 / 1  | 0-1            |
| Мадрид                       | -             | -             | -     | К             | К             | -             | -     | К             | 2Р            | -             | НП            |       | 0 / 1  | 1-1            |
| Рим                          | -             | -             | -     | К             | К             | -             | -     | -             | К             | -             | К             |       | 0 / 0  | 0-0            |
| Торонто/Монреаль             | -             | -             | -     | -             | -             | -             | -     | -             | 2Р            | К             | НП            |       | 0 / 1  | 1-1            |
| Цинциннати                   | -             | -             | -     | -             | К             | -             | К     | -             | К             | -             | -             |       | 0 / 0  | 0-0            |
| Шанхай                       | -             | -             | -     | -             | -             | -             | -     | -             | К             | -             | НП            |       | 0 / 0  | 0-0            |
| Париж                        | -             | -             | -     | -             | -             | -             | -     | 1Р            | -             | -             | -             |       | 0 / 1  | 0-1            |
| Статистика за карьеру        |               |               |       |               |               |               |       |               |               |               |               |       |        |                |
| Проведено финалов            | 0             | 0             | 0     | 0             | 0             | 0             | 0     | 0             | 0             | 0             | 0             | 0     | 0      |                |
| Выиграно турниров            | 0             | 0             | 0     | 0             | 0             | 0             | 0     | 0             | 0             | 0             | 0             | 0     | 0      |                |
| В/П: всего                   | 1-2           | 0-2           | 0-4   | 13-20         | 4-9           | 6-6           | 7-20  | 5-14          | 14-22         | 3-6           | 1-4           | 0-0   |        | 54-111         |
| Σ % побед                    | 33 %          | 0 %           | 0 %   | 39 %          | 31 %          | 50 %          | 26 %  | 26 %          | 39 %          | 33 %          | 20 %          | 0 %   |        | 33 %           |

К — проигрыш в квалификационном турнире.

## Победы над теннисистами из топ-10
По состоянию на 8 февраля 2021 года
| #    | Игрок          | Рейтинг | Турнир     | Покрытие | Этап      | Счёт                | Рейтинг Донского |
| ---- | -------------- | ------- | ---------- | -------- | --------- | ------------------- | ---------------- |
| 2017 |                |         |            |          |           |                     |                  |
| 1.   | Роджер Федерер | 10      | Дубай, ОАЭ | Хард     | 2-й раунд | 3-6, 7-6(7), 7-6(5) | 116              |